# سزار آتلانتیک سیتی
سزار آتلانتیک سیتی (به انگلیسی: Caesars Atlantic City) یک هتل مجلل، کازینو، و استراحتگاه اسپا در آتلانتیک سیتی، نیوجرسی است. این هتل مانند کاخ سزار در لاس وگاس، طراحی روم باستان و یونان باستان دارد.
دومین کازینو آتلانتیک سیتی، در سال ۱۹۷۹ با نام Boardwalk Regency افتتاح شد.
کازینو دارای بیش از ۳۴۰۰ دستگاه اسلات است و یکی از بزرگ ترین‌ها در آتلانتیک سیتی است. این استراحتگاه در دهه گذشته توسعه و نوسازی زیادی را تجربه کرده‌است.
در اکتبر ۲۰۱۷، مالکیت Caesars به عنوان بخشی از یک شرکت اسپین آف به ویکی پراپرتیز منتقل شد.